# 네이선스 페이머스

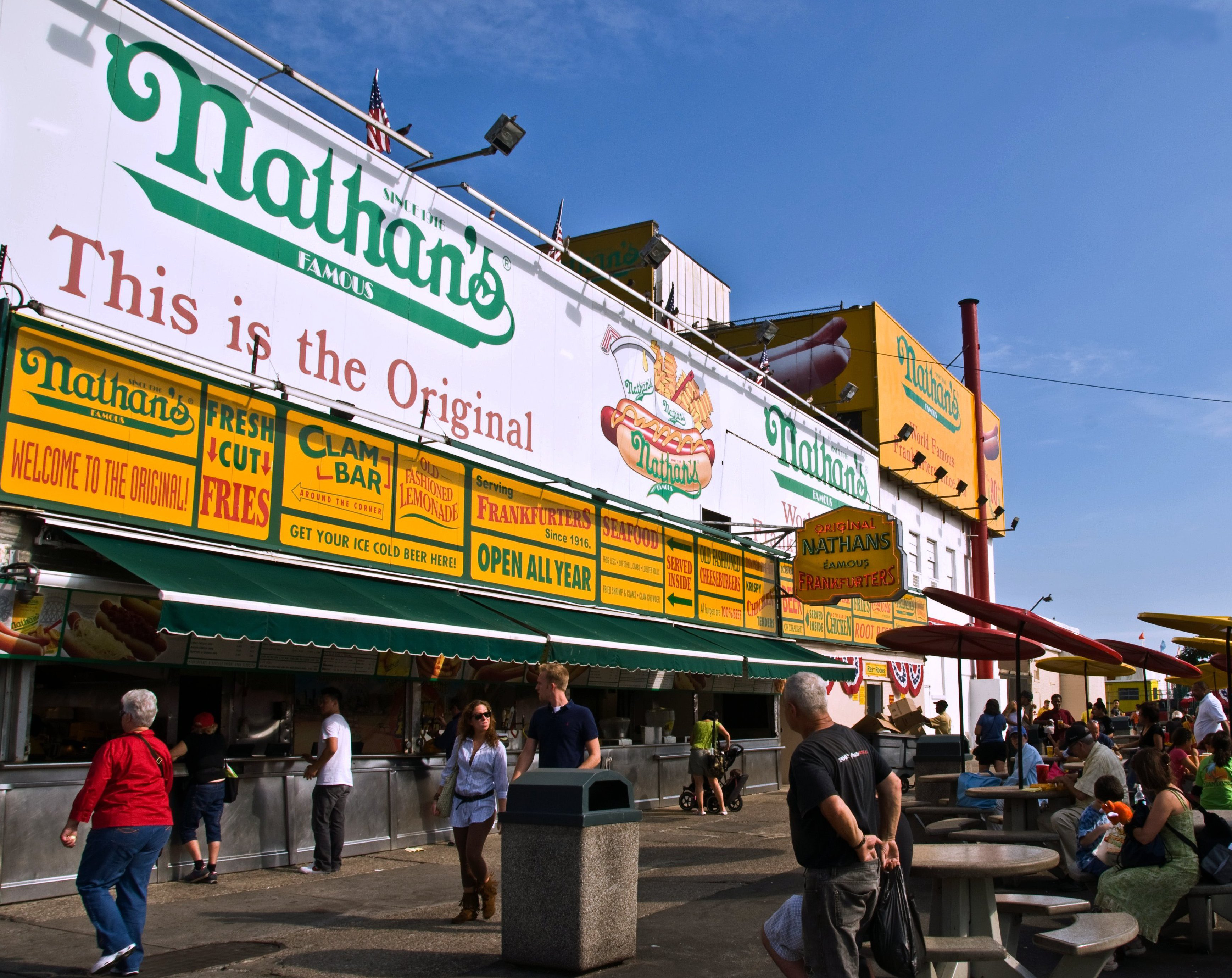
코니아일랜드의 네이선스 페이머스 가게

네이선스 페이머스(Nathan's Famous)는 미국의 핫도그 체인 기업이다. 1916년 코니아일랜드에서 폴란드계 유대인 이민자인 네이선 핸드워커 (Nathan Handwerker)가 설립했으며, 제리코에 본사가 위치하고 있다.